# Mansur ibn Nasir
Al-Mansur ibn Nasir (... – 1104) è stato un principe berbero, sesto sovrano degli Hammadidi che regnò a Bijaya, nell'odierna Algeria, tra il 1088 e il 1104.
Succedette fratello Nasir ibn al-Nas (1062-1088). Durante il suo regno iniziò il declino del regno hammadide. Sebbene fosse riuscito a strappare l'Algeria agli Almoravidi con l'aiuto dei Beduini, fu poi incapace di tenere sotto controllo queste indisciplinate tribù. Le strade e le rotte commerciali divennero pericolose e si assisteva al crescente declino del commercio e dell'agricoltura. La mancanza di sicurezza nei territori interni fece sì che aumentasse l'importanza del commercio via mare, cosa che rese il porto di Bijaya il maggiore centro economico del regno, a discapito della capitale Qalaat Beni Hammad, la cui popolazione diminuì a favore di Bijaya. Così, sotto il regno del figlio Abd al-Aziz ibn Mansur (1104-1121), la capitale fu spostata definitivamente in quest'ultima città, e Qalaat Beni Hammad fu abbandonata.

## La corte
La corte di Bijaya ai tempi di al-Mansur favoriva poeti e intellettuali provenienti da tutto il mondo musulmano. Tra questi ci fu il poeta arabo-siciliano Ibn Hamdis che in un suo poema celebra le bellezze del palazzo di al-Mansur.